# Molinos, Teruel
Molinos là một đô thị trong tỉnh Teruel, Aragon, Tây Ban Nha. Theo điều tra dân số 2007 (INE), đô thị này có dân số là 316 người.